# Kylie Live in New York
A Kylie Live in New York Kylie Minogue ausztrál énekesnő negyedik koncertalbuma, melynek felvételeit
2009 októberében New Yorkban készítették a Hammersten Ballroomban. Az album a For You, For Me Tour turné élő felvételeit tartalmazza, mely 2009. december 14-én jelent meg kizárólag a digitális platformokon keresztül. Az albumon nem szerepel a Better Than Today című dal, mely azért nem került fel, mert akkor jelent meg Minogue akkor megjelenő Aphrodite című stúdióalbumán. Az élő felvételek egy részét 2009. december 12-én mutatták be Minogue hivatalos YouTube csatornáján.

## Megjelenés
Az albumot eredetileg csak digitális formátumban adták ki, és különböző önline boltokban lehetett hozzájutni az Egyesült Államokban, és nemzetközileg egyaránt. Az album népszerűsítésére Minogue streamelte az album első felét a hivatalos YouTube csatornáján. A következő albuma az "Aphrodite" népszerűsítésére az album mellett egy promóciós kiadvány is megjelent, melyet az ASDA szupermarket áruházláncban lehetett megvásárolni. Ezenkívül a Performance című ingyenes promóciós kiadvány pddig a The Mail of Sunday című újság mellékleteként jelent meg 2010. szeptember 19-én.
| Értékelések  |           |
| Értékelő     | Értékelés |
| Digital Spy  | [ 4 ]     |
| The Observer | kedvező   |

## Számlista
|     | Cím                                                                      | Hossz |
| --- | ------------------------------------------------------------------------ | ----- |
| 1.  | Overture                                                                 | 1:40  |
| 2.  | Light Years                                                              | 4:20  |
| 3.  | Speakerphone                                                             | 4:46  |
| 4.  | Come into My World                                                       | 3:55  |
| 5.  | In Your Eyes                                                             | 3:22  |
| 6.  | Everything Taboo Medley (Shocked, What Do I Have to Do, Spinning Around) | 9:18  |
| 7.  | Like a Drug                                                              | 4:49  |
| 8.  | Boombox / Can’t Get Blue Monday Out of My Head                           | 5:03  |
| 9.  | Slow                                                                     | 6:21  |
| 10. | 2 Hearts                                                                 | 4:18  |
| 11. | Red Blooded Woman / Where the Wild Roses Grow                            | 4:44  |
| 12. | Heart Beat Rock                                                          | 2:14  |
| 13. | Wow                                                                      | 3:01  |
| 14. | White Diamond Theme                                                      | 2:09  |
| 15. | White Diamond                                                            | 3:11  |
| 16. | Confide in Me                                                            | 4:47  |
| 17. | I Believe in You                                                         | 3:03  |
| 18. | Burning Up / Vogue                                                       | 3:20  |
| 19. | The Loco-Motion                                                          | 4:56  |
| 20. | Kids                                                                     | 5:00  |
| 21. | In My Arms                                                               | 4:09  |
| 22. | Better the Devil You Know                                                | 4:42  |
| 23. | The One                                                                  | 4:27  |
| 24. | I Should Be So Lucky                                                     | 3:55  |
| 25. | Love at First Sight                                                      | 6:40  |

| iTunes bónusz dalok | iTunes bónusz dalok                                | iTunes bónusz dalok | iTunes bónusz dalok | iTunes bónusz dalok | iTunes bónusz dalok | iTunes bónusz dalok | iTunes bónusz dalok | iTunes bónusz dalok | iTunes bónusz dalok |
|                     | Cím                                                | Hossz               |                     |                     |                     |                     |                     |                     |                     |
| ------------------- | -------------------------------------------------- | ------------------- | ------------------- | ------------------- | ------------------- | ------------------- | ------------------- | ------------------- | ------------------- |
| 1.                  | Light Years (Steve Anderson studio version)        | 4:47                |                     |                     |                     |                     |                     |                     |                     |
| 2.                  | Speakerphone (Steve Anderson studio version)       | 5:35                |                     |                     |                     |                     |                     |                     |                     |
| 3.                  | Come into My World (Steve Anderson studio version) | 3:54                |                     |                     |                     |                     |                     |                     |                     |
| 14:16               |                                                    |                     |                     |                     |                     |                     |                     |                     |                     |

| Asda promóciós megjelenés | Asda promóciós megjelenés | Asda promóciós megjelenés | Asda promóciós megjelenés | Asda promóciós megjelenés | Asda promóciós megjelenés | Asda promóciós megjelenés | Asda promóciós megjelenés | Asda promóciós megjelenés | Asda promóciós megjelenés |
|                           | Cím                       | Hossz                     |                           |                           |                           |                           |                           |                           |                           |
| ------------------------- | ------------------------- | ------------------------- | ------------------------- | ------------------------- | ------------------------- | ------------------------- | ------------------------- | ------------------------- | ------------------------- |
| 1.                        | Come into My World        | 3:54                      |                           |                           |                           |                           |                           |                           |                           |
| 2.                        | Slow                      | 4:21                      |                           |                           |                           |                           |                           |                           |                           |
| 3.                        | Wow                       | 3:01                      |                           |                           |                           |                           |                           |                           |                           |
| 4.                        | Better the Devil You Know | 4:42                      |                           |                           |                           |                           |                           |                           |                           |
| 5.                        | Love at First Sight       | 6:40                      |                           |                           |                           |                           |                           |                           |                           |
| 22:38                     |                           |                           |                           |                           |                           |                           |                           |                           |                           |

| Performance | Performance                                    | Performance | Performance | Performance | Performance | Performance | Performance | Performance | Performance |
|             | Cím                                            | Hossz       |             |             |             |             |             |             |             |
| ----------- | ---------------------------------------------- | ----------- | ----------- | ----------- | ----------- | ----------- | ----------- | ----------- | ----------- |
| 1.          | In Your Eyes                                   | 3:21        |             |             |             |             |             |             |             |
| 2.          | Wow (from the album X)                         | 3:11        |             |             |             |             |             |             |             |
| 3.          | Love at First Sight                            | 4:51        |             |             |             |             |             |             |             |
| 4.          | I Believe in You                               | 3:00        |             |             |             |             |             |             |             |
| 5.          | Boombox / Can't Get Blue Monday Out of My Head | 4:56        |             |             |             |             |             |             |             |
| 6.          | Too Much (from the album Aphrodite)            | 3:17        |             |             |             |             |             |             |             |
| 7.          | Slow                                           | 4:25        |             |             |             |             |             |             |             |
| 8.          | In My Arms                                     | 3:51        |             |             |             |             |             |             |             |
| 9.          | Speakerphone                                   | 4:47        |             |             |             |             |             |             |             |
| 10.         | Come into My World                             | 3:40        |             |             |             |             |             |             |             |
| 11.         | Like a Drug                                    | 4:52        |             |             |             |             |             |             |             |
| 12.         | Light Years                                    | 4:22        |             |             |             |             |             |             |             |
| 48:32       |                                                |             |             |             |             |             |             |             |             |

## Külső hivatkozások
- Kylie Minogue hivatalos honlapja (angol nyelven)